# 일제강점기의 행정 구역

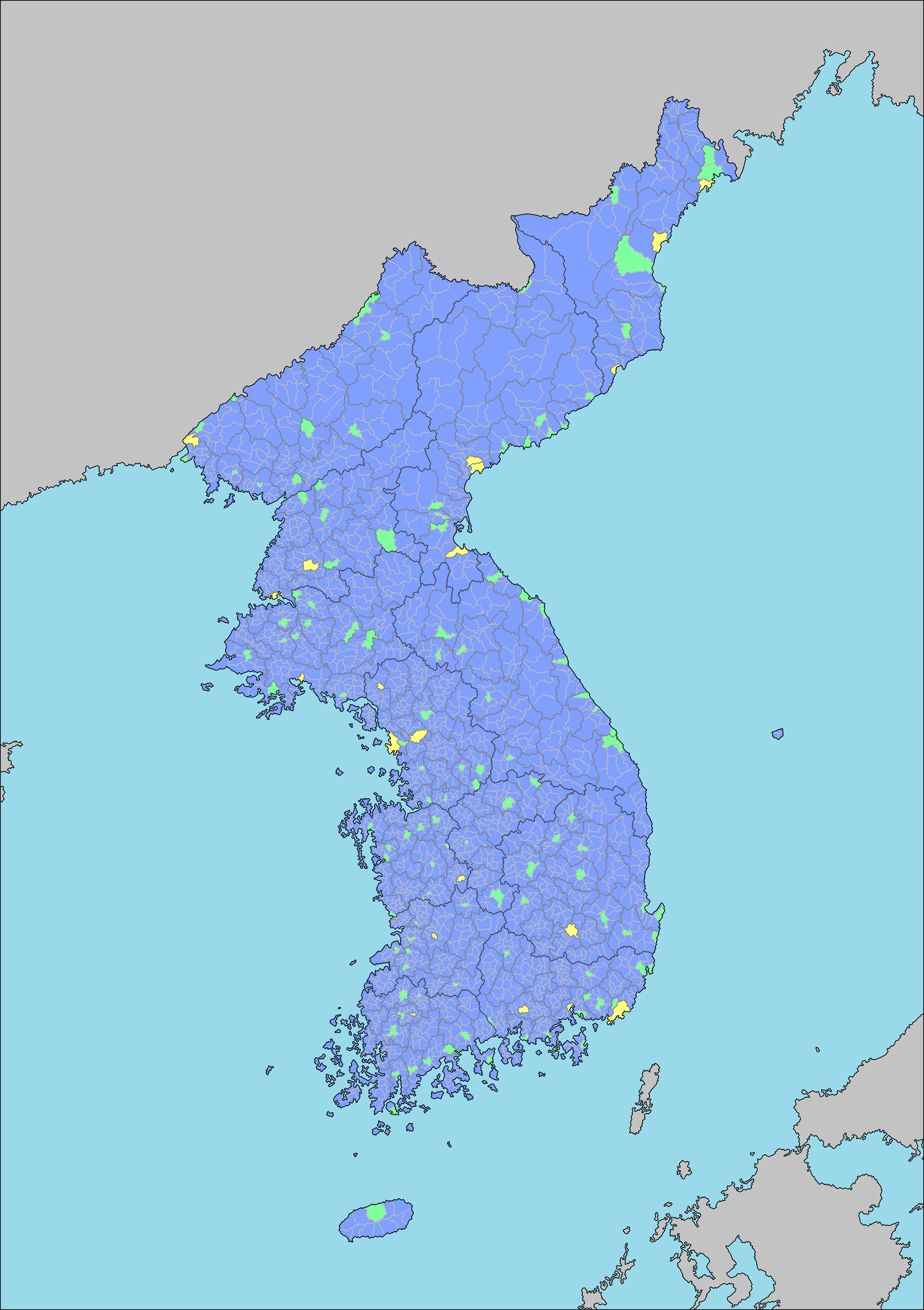
1945년 조선의 행정 구역.

이 문서는 일제강점기의 행정 구역에 대해서 다룬다.

## 개요
1910년 8월 29일, 한일 합병으로 1910년 9월 30일에 조선총독부지방관관제(朝鮮総督府地方官官制, s:메이지 43년 칙령 제357호)를 공포, 다음날인 10월 1일에 시행되었다. 이에 따라 대한제국의 지방관관제(地方官官制, 융희 원년 칙령 제40호)와 한성부관제(漢城府官制, 융희 원년 칙령 제38호)는 그 효력을 상실하였다.
조선총독부지방관관제는 13개의 도를 두고 그 직원을 정한 것 이외의 대부분의 사항을 조선총독에게 위임한 것이 그 특징이다. 조선총독은 임시조치로서 한성부를 경기도의 관할 구역에 편입하고 아래에 나열한 것 이외의 도・부・군의 명칭・위치・관할 구역은 종전에 의한다는 부령(메이지 43년 조선총독부령 제6호 및 제7호)을 공포한다.
| - 한성부 → 경성부 - 옥구부 → 군산부 - 무안부 → 목포부 - 동래부 → 부산부 | - 창원부 → 마산부 - 삼화부 → 진남포부 - 덕원부 → 원산부 | - 성진부 → 성진군 - 경흥부 → 경흥군 - 용천부 → 용천군 | - 대구군 → 대구부 - 평양군 → 평양부 - 부령군 → 청진부 |

이는 어디까지나 임시조치로서, 조선총독부는 각지의 실정을 조사하여 1914년 3월 1일에 전국적으로 부・군의 관할 구역, 4월 1일에 면의 관할 구역의 조정이 행해졌다. 이에 관해서는 부군면 통폐합과 아래의 문서를 참조.
- s:다이쇼 2년 조선총독부령 제111호 도의 위치, 관할 구역 및 부군의 명칭, 위치, 관할 구역
- s:다이쇼 3년 조선총독부 경기도령 제3호 면의 명칭 및 구역
- s:다이쇼 3년 조선총독부 충청북도령 제2호 면의 명칭 및 구역
- s:다이쇼 3년 조선총독부 충청남도령 제3호 면의 명칭 및 구역
- s:다이쇼 3년 조선총독부 전라북도령 제2호 면의 명칭 및 구역
- s:다이쇼 3년 조선총독부 전라남도령 제2호 면의 명칭 및 구역
- s:다이쇼 3년 조선총독부 경상북도령 제2호 면의 명칭 및 구역
- s:다이쇼 3년 조선총독부 경상남도령 제2호 면의 명칭 및 구역
- s:다이쇼 3년 조선총독부 황해도령 제2호 면의 명칭 및 구역
- s:다이쇼 3년 조선총독부 평안남도령 제2호 면의 명칭 및 구역
- s:다이쇼 3년 조선총독부 평안북도령 제5호 면의 명칭 및 구역
- s:다이쇼 3년 조선총독부 강원도령 제2호 면의 명칭 및 구역
- s:다이쇼 3년 조선총독부 함경남도령 제4호 면의 명칭 및 구역
- s:다이쇼 3년 조선총독부 함경북도령 제1호 면의 명칭 및 구역

이후 제령에 의한 입법을 통해 각급 기관의 기존의 명칭을 그대로 활용하면서 그 성격은 일본의 것과 유사한 것으로 바꾸어 나갔다. 또한 조선인들의 독립 요구를 무마하기 위해 지방 자치를 점진적으로 도입하였는데, 크게 3개의 시기로 구분할 수 있다.

1917년 조선의 행정구역.

- 1910년대에는 조선의 부는 일본의 시에, 면은 일본의 정촌에 해당하는 행정 구역으로 조정하고, 부제(府制)와 면제(面制)를 시행하여 부·면이 세금(지방세)를 징수하고 부·면에 속한 직원(현재 대한민국의 지방직 공무원)을 두는 등 지방자치단체의 성격을 가지게 되었으며, 부에는 법인격이 부여되고 부협의회가 설치되었다. 그러나 부협의회는 자문기관이고 협의회원은 도장관이 임명했으며, 면에는 협의회조차 설치되지 않았기 때문에 자치권이 상당히 제한되었다.
- 1920년 10월 1일의 법령 개정으로 도(道)에 도 평의회가 설치되고, 면에도 면협의회가 설치되었으며, 부협의회원 및 일부 면협의회원을 주민의 선거로 선출하였다.
- 1931년 4월 1일의 법령 개정으로 자문기관인 부협의회는 의결기관인 부회가 되어 자치권이 확대되었으며, 면을 읍과 면으로 세분하고 법인격이 부여되고 읍에도 의결기관인 읍회가 설치되어 부·읍은 일본의 시정촌과 동등한 수준의 지방자치단체가 되었다. 면에서는 모든  면협의회원이 선거로 선출되었고, 2년 뒤인 1933년 4월 1일에는 도(道)에도 법인격이 부여되고 자문기관인 도 평의회가 폐지되고 의결기관인 도회가 설치되어 일본의 부현과 같은 지방자치단체가 되었다.

| 내지                                     | 외지                               | 외지                                            | 외지                                                 | 외지                                              | 외지     |
| 내지                                     | 조선                               | 대만                                            | 가라후토                                             | 관동주                                            | 남양군도 |
| ---------------------------------------- | ---------------------------------- | ----------------------------------------------- | ---------------------------------------------------- | ------------------------------------------------- | -------- |
| 부현제 (府縣制, 메이지 23년 법률 제35호) | 도제 (道制, 쇼와 5년 제령 제15호)  | 대만 주제 (臺灣州制, 다이쇼 9년 율령 제3호)     | -                                                    | -                                                 | -        |
| 시제 (市制, 메이지 21년 법률 제1호)      | 부제 (府制, 다이쇼 2년 제령 제7호) | 대만 시제 (臺灣市制, 다이쇼 9년 율령 제5호)     | 가라후토 시제 (樺太市制, 쇼와 12년 법률 제1호)       | 관동주시제 (關東州市制, 다이쇼 13년 칙령 제130호) | -        |
| 정촌제 (町村制, 메이지 21년 법률 제1호)  | 면제 (面制, 다이쇼 6년 제령 제1호) | 대만 가장제 (臺灣街庄制, 다이쇼 9년 율령 제6호) | 가라후토 정촌제 (樺太町村制, 다이쇼 11년 칙령 제8호) | -                                                 | -        |

## 도(道)
도(道)는 조선에 있어서 최상위 지방 행정 구역이다. 대한제국의 십삼도를 그대로 계승하여 1945년까지 변하지 않았다.
| - 경기도 - 충청북도 - 충청남도 - 전라북도 | - 전라남도 - 경상북도 - 경상남도 - 황해도 | - 평안남도 - 평안북도 - 강원도 - 함경남도 - 함경북도 |

조선총독부지방관관제에 의해 도의 장관은 관찰사(觀察使)에서 도장관(道長官)으로 고쳤다가, 1919년에 도지사(道知事)로 고쳤다. 헌병경찰이 폐지되면서 도지사가 경찰권을 행사하게 되었다.
1920년 10월 1일, 아직 효력을 유지하던 대한제국 지방비법(地方費法, 융희 3년 법률 제12호)이 폐지되고 조선도지방비령(朝鮮道地方費令, 다이쇼 9년 제령 제15호)가 시행되었다. 이에 따라 도의 예산에 대한 도지사의 자문에 응하기 위한 기관으로 도 평의회가 설치되었다.
1933년 4월 1일, 조선도지방비령이 폐지되고 도제(道制, 쇼와 5년 제령 제15호)가 시행, 도는 지방자치단체가 되었다. 이에 따라 도 평의회가 폐지되고 의결기관으로서 도회(道會)가 설치되었다. 그러나 도지사는 여전히 관선이었고, 도회 의원은 3분의 1은 도지사가 임명하고 3분의 2만이 선거로 선출되었고, 이마저도 부회・읍회・면협의회 의원에 의한 간접 선거로 선출되었기 때문에 도의 자치권은 상당히 제한되었다.

## 부(府)
부(府)는 처음에는 대한제국의 부를 계승했다가, 1914년 3월 1일의 행정 구역 조정, 같은 해 4월 1일에 부제(府制, 다이쇼 2년 제령 제7호)가 시행됨에 따라 일본의 시(市)에 해당하는 행정구역이 되었다. 부의 장관은 대한제국과 마찬가지로 부윤(府尹)이고, 부윤의 자문에 응하기 위한 부 협의회가 설치되었다. 처음 부제는 아래의 12개 지역에 시행되었다.
| - 경성부 - 인천부 - 군산부 - 목포부 | - 대구부 - 부산부 - 마산부 - 평양부 | - 진남포부 - 신의주부 - 원산부 - 청진부 |

1931년 4월 1일, 부제가 개정(쇼와 5년 제령 제11호)되어, 부 협의회가 폐지되고 주민 직선의 의결기관인 부회가 설치되었다. 이로서 부의 자치권이 확대되어 일본의 시와 동등한 자치권을 가지게 되었다.
부제는 최초 12개 이외에 아래의 10개 지역에 시행되었다.
- 개성부 : 1930년 10월 1일
- 함흥부 : 1930년 10월 1일
- 대전부 : 1935년 10월 1일
- 광주부 : 1935년 10월 1일
- 전주부 : 1935년 10월 1일
- 나진부 : 1936년 10월 1일
- 해주부 : 1938년 10월 1일
- 진주부 : 1939년 10월 1일
- 성진부 : 1941년 10월 1일
- 흥남부 : 1944년 10월 1일

## 종전 이후의 흐름
- 1945년
  - 8월 15일 : 일본 제국은 연합국에 무조건 항복함을 선언한다. 이에 따라 조선 각지에서 조선인에 의한 행정권 장악이 행해지게 된다. 그 중에서 가장 활발하게 활동한 것은 여운형이 주도한 조선건국준비위원회(약칭 건준)로, 각지에 건준 지부가 설립된다.
  - 8월 22일 : 소련군이 평양에 진주, 이를 전후로 북위 38도선 이북을 소련군이 완전히 점령한다.
  - 8월 25일 : 미군이 인천항으로 상륙한다.
  - 9월 6일 : 여운형, 조선인민공화국의 건국을 선포, 이에 따라 각지의 건준 지부는 인민위원회로 개편한다.
  - 9월 7일 : 미군이 조선의 즉시 독립을 부정하고 군정을 시행할 것을 선포한다.
  - 9월 9일 : 조선총독부가 미군에 항복한다. 이에 따라 조선총독부의 행정기관을 미군이 접수, 재조선 미국 육군사령부 군정청(이하 미군정)의 이름으로 업무를 개시한다. 이후 조선인민공화국과 인민위원회는 미군정의 탄압을 받아 해산한다.
  - 한편, 소련군이 점령한 황해도・평안남도・평안북도・함경남도・함경북도의 인민위원회는 조선인민공화국이 강제 해산당한 이후 제각기 활동하다가, 10월 3일에 설치된 소비에트 민정청의 지도 하에 북조선5도인민위원회연합회를 조직한다. 이 조직은 북조선임시인민위원회 - 북조선인민위원회를 거쳐 조선민주주의인민공화국의 모태가 된다.(→조선민주주의인민공화국의 행정 구역)
  - 9월 16일 : 38도선 이남의 황해도를 경기도에 편입
- 1946년
  - 3월 24일 : 도회・부회・읍회・면협의회 등 지방 의회가 모두 해산, 지방자치가 정지되었다.
  - 6월 1일 : 충청북도 청주읍과 강원도 춘천읍을 부로 승격[5]하였다.
  - 8월 1일 : 제주도(島)가 전라남도에서 분리되어 제주도(道)가 되었다.
  - 9월 28일 : 경성부를 서울시로 하여 경기도의 관할 하에서 분리하였다.
- 1947년
  - 2월 23일 : 전라북도 이리읍을 이리부로 승격하였다.
  - 5월 17일 : 미군정의 조선인 기관을 남조선과도정부라고 칭하였다.
- 1948년 11월 17일 : 대한민국 지방행정에관한임시조처법 시행, 이 법의 시행에 따른 후속 조치로 다음날인 11월 18일 남조선과도정부의 지방행정기관을 대한민국 정부가 인수하였다.(→대한민국의 행정 구역)
- 1949년 8월 15일 : 대한민국 지방자치법 시행, 부칙 제3조에 의해 도제(道制), 부제(府制), 읍면제(邑面制) 등 일제강점기의 법령이 폐지되었다.
- 1952년 4월 28일 : 샌프란시스코 강화조약 발효, 일본은 조선의 독립을 인정하고 조선에 대한 모든 권리(영유권 포함)를 포기하였다.

## 같이 보기
- 팔도
- 십삼도
- 일제강점기의 도지사